# Torneio Amistoso da FERJ
Torneio Amistoso é um campeonato promovido pela FERJ com o objetivo de deixar ativos times que não participaram de nenhuma das três divisões do Campeonato Carioca. O campeonato foi disputado pela primeira vez em 2014, com o título do Imperial. Em 2016 aconteceu a segunda e última edição e o campeão foi o Itaboraí Profute.